# Homöoboxprotein DLX-2
Das Homöobox-Protein DLX-2 ist ein Transkriptionsfaktor, der beim Menschen durch das DLX2-Gen codiert wird.
Viele Wirbeltiergene mit Homöobox-Genen wurden auf Grund der Ähnlichkeit ihrer Sequenz zu Genen für die Entwicklung der Drosophila (Taufliegen) identifiziert. Mitglieder der Dlx-Genfamilie enthalten eine Homöobox, die mit der der „Distal-less“ (Dll) verwandt ist. Dll ist ein Gen, das im Kopf und in den Gliedmaßen einer sich entwickelnden Fruchtfliege vorkommt. Die „Distal-less“-Genfamilie (Dlx) umfasst mindestens sechs verschiedene Elemente, DLX1 – DLX6. Die DLX-Proteine haben eine Funktion im Vorderhirn und  in der Entwicklung des Gesichtsschädels. Das Gen befindet sich in einer Konfiguration mit anderen Vertretern der Genfamilie auf dem langen Arm von Chromosom 2.

## Interaktion
DLX2 weist Protein-Protein-Interaktionen bei DLX5, MSX1 und Msh homeobox 2. auf.